# هواچا
هواچا (انگلیسی: Hwacha) (در لغت به معنی ارابه آتش) موشک‌انداز چندگانه‌ای بود که توسط کره‌ای‌ها توسعه یافته و در ابتدا برای دفاع از شبه‌جزیره کره در برابر تهاجم ژاپن به کره (۱۵۹۸–۱۵۹۲) عازم صحنه نبرد شد. این وسیله توانایی پرتاب ۲۰۰ سینگیجون (نوعی پرتابه پیکان آتشین) را در آن واحد داشت. هواچا شامل یک ارابه دو چرخی می‌شد که صفحه ای پر از سوراخ‌ها که سینگیجون در آنها وارد می‌شد را حمل می‌نمود.
برخی از تاریخ‌دانان شرق آسیا بر این باورند که این پیشرفت فناورانه غیرمنتظره به همراه کشتی لاک‌پشتی در اواسط قرن شانزدهم میلادی تأثیر شگرفی در خلال جنگ ایمجین داشت. امروزه هواچاها در موزه‌ها، پارک‌های ملی و فرهنگ عامه کره حاضر می‌باشد.